# Orzysz
Orzysz (città tedesca fino al 1945 col nome di Arys) è un comune urbano-rurale polacco del distretto di Pisz, nel voivodato della Varmia-Masuria.
Ricopre una superficie di 363,49 km² e nel 2004 contava 9 623 abitanti.